# Alsózsolca
Alsózsolca é uma cidade da Hungria, situada no condado de Borsod-Abaúj-Zemplén. Tem 26,02 km² de área e sua população em 2019 foi estimada em 5.683 habitantes.